# Théodore de Félice
Théodore de Félice (1904-2005) est à la fois un pasteur français, un homme politique genevois et français, un juriste et un linguiste, spécialiste du dialecte occitan parlé au nord-est de la Haute-Loire, dans le canton de Tence, dans une petite région isolée à majorité protestante.

## Biographie

### Jeunesse et famille
Théodore de Félice naît le 5 janvier 1904 au Chesnay, dans le foyer de Raoul de Félice, professeur agrégé d'histoire et géographie, et de son épouse née Inès Staehling, couramment appelée Marguerite. Cette dernière, née le 6 février 1882 à Bâle, se fera connaître en créant l'Union Chrétienne de Jeunes Filles de Versailles en 1913. Raoul de Félice, né quant à lui en 1880, descend d'une lignée de trois générations de pasteurs protestants. Son grand-père est Guillaume de Félice, dit le "Lamartine protestant", professeur à la faculté de théologie protestante de Montauban. Raoul de Félice décède de la tuberculose à l'âge de 32 ans. Madame de Félice, qui doit élever seule son fils, décide peu après de s'installer au bon air de la montagne afin de protéger la santé de son fils. En 1914, grâce au pasteur Louis Comte, le fondateur de l’Œuvre des Enfants à la Montagne, elle découvre le village du Chambon-sur-Lignon et en apprécie la vie sociale et religieuse, marquée par des mouvements protestants telles que  les UCJG (Unions chrétiennes de jeunes gens) et les UCJF (Unions chrétiennes de jeunes filles). Dès 1915, le jeune Théodore fréquente l’école élémentaire, puis le cours complémentaire de garçons du Chambon tandis que sa mère s'installe sur une exploitation agricole afin de participer à l'Œuvre des enfants à la montagne. Elle deviendra membre du comité d'honneur de la branche française du "Secours international aux femmes et aux enfants de la République espagnole" (SIFERE) et présidente-fondatrice de la "Ligue des mères et des éducatrices pour la paix" du Chambon. En 1939, elle achètera une maison pour y créer une pouponnière pour les expatriées protestantes.
Après son baccalauréat, Théodore s'engage dans des études de théologie protestante à la Faculté protestante de Paris. Son service militaire effectué en 1928, il devient pasteur proposant de la paroisse de Mars, voisine du Chambon.
Au cours de sa longue vie, Théodore de Félice se mariera trois fois : avec Odette Monnier en 1927 dont il aura trois enfants, puis avec Véronica Krüger dont il aura deux enfants, puis avec Anne-Marie Schiess.

### Carrière pastorale et politique
En 1930, Charles Guillon, lui-même ancien pasteur du Chambon-sur-Lignon, l'appelle à Genève pour prendre un poste au sein du Comité universel des Unions Chrétiennes de Jeunes Gens (UCJG) que préside le pasteur Guillon. Il enchaîne avec un poste au Service Œcuménique de Presse et d’Informations (S.O.P.I.) de 1934 à 1936, et va passer au total les 38 ans restants de sa vie professionnelle dans les instances du protestantisme international à Genève. En parallèle, comme il est citoyen suisse, il va s'engager en politique dès 1932, au sein du le parti socialiste genevois, et sera notamment, pendant 25 ans, député au Grand Conseil de la République et canton de Genève (parlement de l'État de Genève). Il passe aussi à cette époque une licence en droit et un diplôme de l’Institut universitaire de hautes études internationales de Genève, puis il écrit plusieurs ouvrages juridiques dont « L’art de légiférer » et « Les Institutions de la Suisse », qui restent des références dans leur domaine. Il passe la période de la guerre de 1939-1945 en Suisse, où il travaille auprès des réfugiés. À partir de 1945, il est continuellement élu député du Parti du Travail, proche du PCF, au parlement de Genève, jusqu’à 1970, date à laquelle il prend sa retraite et quitte Genève pour revenir au Chambon.
Que ce soit pendant ses études ou pendant sa carrière genevoise, Théodore de Félice reste très attaché au Chambon où il séjourne fréquemment et où il participe à la vie publique en tant que militant associatif et politique. On peut ainsi relever les activités suivantes :
- en septembre 1933, il co-organise avec Charles Guillon, alors maire, et Roger Casalis, alors pasteur du Chambon, le 6e congrès de la Fédération française du Christianisme social qui réunit pendant 5 jours une centaine de délégués autour de la question de « la restauration économique du monde et plus particulièrement la réorganisation de l’agriculture » ;
- en marge de ce congrès, il promeut la création d’une caisse de solidarité en faveur des objecteurs de conscience chrétiens, création plus que novatrice et courageuse pour l’époque. Il aide ainsi à ancrer l'approche pacifiste sur le plateau, ce qui permettra ultérieurement l'appel par la paroisse protestante des pasteurs pacifistes André Trocmé et Édouard Theis[5] ;
- en 1936, il crée avec Charles Guillon, qui est aussi conseiller général du canton de Tence et avec un autre conseiller régional, Benoît Ranchoux, maire de Roche-en-Régnier, une « Fédération d’action morale de la Haute-Loire », pour lutter contre la prostitution et réinsérer les anciennes prostituées. Il en assure le secrétariat ;
- en juillet 1937, il participe à la création, au Chambon, d’une « Section de défense des usagers de l’électricité » ;
- en 1937 également, il entre au bureau de la LICRA (Ligue Internationale contre le Racisme et l’Antisémitisme) ;
- à l'automne 1938, il devient secrétaire général de la « Fédération abolitionniste internationale »[2].

Engagé en politique en Suisse au sein du parti socialiste genevois depuis 1932, et ultérieurement au sein du Parti suisse du travail, Théodore de Félice fonde en parallèle une Section de la SFIO au Chambon, en 1935. Celle-ci enregistre rapidement une centaine d'adhésions en provenance du Chambon et des autres communes du Plateau et publie à partir de 1937 un journal appelé Le Trait d’Union Républicain. L'instituteur et secrétaire du conseil presbytéral de la paroisse protestante du Chambon en est l'un des rédacteurs les plus actifs. Théodore de Félice est alors amené à se présenter aux élections dans la région sous l'étiquette SFIO. Citons :
- les élections législatives de mai 1936 dans la circonscription d’Yssingeaux, où il obtient 10,6 % des voix[6],
- les élections municipales partielles d'avril 1937 dans la commune du Chambon (élu)[2],
- les élections municipales de 1977, sous l'étiquette PCF (non élu)[2],[6].

### Retraite et carrière universitaire
Théodore de Félice prend sa retraite en 1970 et se retire dans la commune des Vastres non loin du Chambon, avec l'idée d’écrire un ouvrage sur la grammaire du patois du Plateau protestant, un dialecte en voie de disparition dont il a le privilège d'avoir eu connaissance pendant sa jeunesse. Il commence ses travaux d'inventaire du vocabulaire et de description de la grammaire lorsqu'il découvre que le parler des protestants du Velay oriental forme une "butte témoin linguistique" qui n’a encore jamais été étudiée. Il se lance avec une détermination renforcée dans cette étude et soutient en 1980 (donc à 76 ans), à la Faculté des Lettres de Saint-Étienne, une thèse de doctorat très approfondie intitulée « Le patois de l'enclave protestante du nord-est de la Haute-Loire ». Pendant plus de 30 ans, Théodore de Félice poursuit ses recherches et produit plusieurs publications substantielles sur les proverbes du Plateau, les patronymes et toponymes de la zone d’étude. 
Pendant cette période de sa vie, ses engagements associatifs continuent de se multiplient, par exemple : 
- il est président de la « Société d’Histoire de la Montagne » (SHM) de 1973 à 1976
- il est secrétaire de la Section locale de « l’Union des vieux de France » dans les années 1970-80[2].

### Fin de vie
Théodore de Félice fête ses 100 ans en 2004, entouré de ses 5 enfants, mais décède 15 mois plus tard, le 29 avril 2005. Il lègue par testatement son immense bibliothèque à la commune du Chambon.

## Influence et postérité

### Sur le plan politique et religieux au Chambon
Théodore de Félice est crédité d'une influence importante sur les mentalités du Plateau protestant autour du Chambon : 
- il a été avec Charles Guillon un diffuseur des idées du Christianisme social sur le Plateau,
- prolongeant l'action du mouvement dit des « Chevaliers de la Paix », fondé par le pasteur Étienne Bach en 1923 et qui travaille pour un rapprochement franco-allemand, il apporte avec un groupe de pression local un soutien efficace aux objecteurs de conscience protestants et installe les idées pacifistes sur le Plateau. Ces idées sont complètement hétérodoxes et très mal reçues dans le protestantisme français à cette époque, et la contre-culture pacifiste, ou en tous cas tolérante à l'égard du pacifisme, du Plateau permettra l'appeler au Chambon les pasteurs pacifistes André Trocmé et Édouard Theis[5]. Ceux-ci seront à l'origine de la création du Collège Cévenol et les chevilles ouvrières du sauvetage de milliers de juifs pendant la seconde Guerre mondiale.

### Sur le plan linguistique
Pendant 35 ans, Théodore de Félice a documenté et analysé en détail le dialecte de la zone des « parlers protestants » autour du Chambon-sur-Lignon. Il a mis en évidence que ces parlers ont été largement préservés des influences extérieures et qu'ils ont des caractéristiques uniques dans la zone occitane dont la prononciation des r finals des infinitifs. 
Il réalise une compilation encyclopédique du patois de la zone protestante du Velay oriental, aujourd’hui en dépôt aux Archives départementales de Haute-Loire. Il popularise le patois par le biais d'une émission de radio sur une radio libre locale. 

### Le fonds Théodore de Félice
Théodore de Félice a ainsi légué une bibliothèque très importante à la bibliothèque municipale du Chambon-sur-Lignon. Elle contient des livres anciens hérités de la longue lignée d'érudits qui ont précédé Théodore de Félice dans sa famille :
- 16 livres du XVIIe siècle,
- 118 du XVIIIe siècle,
- 585 du XIXe siècle,
- 2000 ouvrages du XXe siècle,
- 400 numéros de bulletins et revues[8].

Les ouvrages sont disposés dans l'ancienne salle du conseil de la mairie dans la même organisation que celle adoptée par le donateur et dans un cadre rappelant son bureau dont les murs étaient tapissés de livres et du mot « paix » dans toutes les langues.

## Œuvres
- Le Protestantisme et la Question sexuelle. I. Essai de doctrine sexuelle, 1930
- Gouvernements nationaux et accords internationaux, l'extension des compétences des autorités exécutives à l'occasion des accords internationaux dans quelques États, 1942
- Éléments de la grammaire morphologique, 1950
- Éléments de grammaire du parler de l'enclave protestante du Velay oriental, Cercle occitan d'Auvergn, Clermont-Ferrand, 1973
- Proverbes du Plateau : proverbes, dictons et comptines du plateau Vivarais-Lignon : édition bilingue nord-occitan-français [recueillis et annotés par] Th. de Félice, Manier, Le Chambon-sur-Lignon, 1981
- Le Patois de la zone d'implantation protestante du Nord-Est de la Haute-Loire, Champion (Paris) / Slatkine (Genève), 1983
- Nouvelles recherches sur le patois de la zone d'implantation protestante du Nord-Est de la Haute-Loire accompagnées de textes de ce dialecte , Champion (Paris) / Slatkine (Genève), 1989
- Paroles de patoisants : anthologie d'auteurs patoisants du plateau Vivarais-Lignon [réunis et présentés par] Théodore de Félice, Société d'histoire de la montagne, Le Chambon-sur-Lignon, 1993
- Patois de la zone protestante de la Haute-Loire : noms propres, compléments grammaticaux et lexicaux,	H. Champion (Paris)	2004